# Habitatge al carrer Pere Puig, 44 (Martorell)
L'Habitatge al carrer Pere Puig, 44 és una obra del municipi de Martorell (Baix Llobregat) inclosa en l'Inventari del Patrimoni Arquitectònic de Catalunya.

## Descripció
Es tracta d'un habitatge entre mitgeres estructurat en planta baixa tres pisos superiors cobert amb teula àrab. Als baixos hi trobem dues entrades, totes dues arcs escarsers de grans dimensions. Al primer pis hi ha un balcó corregut que ocupa tota la façana, la seva barana és de ferro forjat amb motius florals. Al segon pis hi ha dos balcons individuals i al tercer, dues finestres de menors dimensions. La façana destaca pels seus esgrafiats, motius vegetals verticalitzants.

## Història
La façana fou restaurada per Jaume Amat el 1971.